# 包見捷
包見捷（1558年—1621年），字汝純，號太瀛，雲南臨安衛（今雲南省建水縣）人。明朝政治人物，官至吏部右侍郎。

## 生平
萬曆十七年（1589年）己丑科進士。改庶吉士，二十一年八月授戶科給事中，二十二年二月升禮科右，四月升兵科左，二十六年四月復補原职，五月遷户科都給事中。二十七年三月因反對礦稅，謫貴州布政司都事，不久引疾去。萬曆三十四年（1606年），起爲興業縣知縣。累遷户部山東司主事，四十三年七月升尚寶司少卿，主考廣東鄉試，升太僕寺署寺事少卿。數年後，四十六年三月以都察院右僉都御史巡撫江西。
光宗即位，召拜吏部右侍郎。次年卒於任。《明史》有傳。

## 延伸阅读
[在维基数据编辑]
 《明史卷二百三十七》，出自《明史》
 在维基共享资源阅览影像